# Rodrigo (Oper)
Vincer se stesso è la maggior vittoria, deutsch Sich selbst zu besiegen, ist der größte Sieg, heute als Rodrigo (HWV 5) bezeichnet, ist die erste italienische Oper (Dramma per musica) in drei Akten von Georg Friedrich Händel.

## Entstehung und Libretto
Das Libretto beruht auf Il duello d’amore e di vendetta von Francesco Silvani. Für die erste Aufführung dieses Stückes in der Karnevalssaison 1699/1700 hatte Marc’Antonio Ziani die Musik geschrieben. Wer das Textbuch für Händel bearbeitet hat, ist unbekannt, möglicherweise Antonio Salvi. Der heute für die Oper gebräuchliche Titel Rodrigo (nach der Hauptperson) hat sich erst später eingebürgert.
Händel schrieb das Werk im Auftrag des Principe Ferdinando de’ Medici vermutlich im Laufe des Sommers 1707 während seines Aufenthaltes beim Marchese Francesco Maria Ruspoli in Rom. Nach Richard Alexander Streatfield und Reinhard Strohm fand die Uraufführung in privatem Rahmen im Palazzo Pitti statt. Robert Lamar Weaver, Norma Wright Weaver und Winton Dean gingen davon aus, dass Rodrigo im Teatro del Cocomero gespielt wurde. Diese Ansicht konnte jüngst durch Tagebuchnotizen des Herzogs Anton Ulrich von Sachsen-Meiningen untermauert werden. Danach gab es zwischen dem 9. und 22. November 1707 fünf Aufführungen der Oper.
Besetzung der Uraufführung
- Rodrigo – Stefano Frilli (Soprankastrat)
- Esilena – Anna Maria Cecchi Torri, genannt „La Beccarina“ (Sopran)
- Giuliano – Francesco Guicciardi (Tenor)
- Florinda – Aurelia Marcello (Sopran)
- Evanco – Caterina Azzolina, genannt „La Valentina“ (Sopran)
- Fernando – Giuseppe Perini (Altkastrat)

Die erste Neuinszenierung in unserer Zeit kam am 29. August 1984 während der Innsbrucker Festwochen der Alten Musik zustande. Es spielte hier das Barockorchester Il complesso barocco unter der Leitung von Alan Curtis.

## Handlung

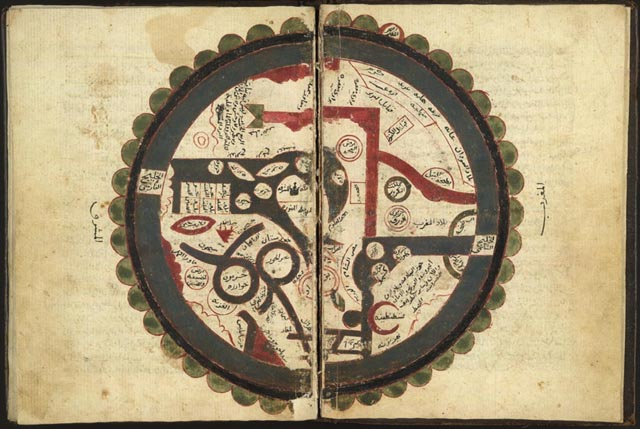
In der Schlacht am Río Guadalete kämpfte Roderich gegen die nach Norden drängenden Invasionsheere der Araber (mittelalterliche Darstellung)

### Historischer und literarischer Hintergrund
Roderich war von 710 bis 711 König der Westgoten in Hispanien. Der Legende nach war er der letzte Gotenkönig. Der größte Teil seines Lebens und das Ende des Westgotenreiches überhaupt liegen weitgehend im Dunkeln bzw. sind seit der Mitte des 8. Jahrhunderts in voneinander sehr verschiedenen Versionen überliefert. Roderich kam als Gegner der Familie seines Vorgängers Witiza an die Macht, den er abgesetzt und dessen Söhnen er das Erbrecht verweigert hatte. Seine Niederlage gegen ein arabisch-berberisches Heer in der Schlacht am Río Guadalete, in der er fiel, führte zum Untergang des Westgotenreichs.
Christliche Geschichtsschreiber aus dem 9./10. Jahrhundert berichten, dass ein gewisser Graf Julianus, der Befehlshaber in der Stadt Ceuta an der afrikanischen Küste war, Verrat beging und damit den Vormarsch der Muslime begünstigte. Er soll sogar eine Schlüsselrolle bei der Invasion gespielt haben. Die Legende erzählt, Julian habe sich an Roderich rächen wollen, da dieser Julians Tochter geschwängert habe. Dieser populären, literarisch ausgeschmückten Legende wird von der seriösen Forschung jedoch keinerlei Glaubwürdigkeit zugebilligt.
Anderen Angaben zufolge haben die Söhne Witizas die Muslime zur Invasion eingeladen und ihren Vormarsch unterstützt, um sich an Roderich zu rächen, der sie um die Thronfolge gebracht hatte. Auch bei dieser Überlieferung handelt es sich, wie eine gründliche quellenkritische Untersuchung ergeben hat, um eine tendenziöse Erfindung.
Offenbar hatte Francesco Silvani den Stoff dem 1694 in Venedig erschienenen Buch Del Mappamondo istorico (Historische Weltkarte) entnommen.

### Erster Akt
Im Palastgarten macht Florinda Rodrigo wütende Vorwürfe, weil er sie entführt und geschwängert hat, ohne seine Versprechen von Heirat und Krönung zu halten. Rodrigo ist vorwiegend mit Nachrichten vom Sieg seines Heeres über die Prinzen Evanco und Sisi von Aragon beschäftigt und rät Florinda, ihre Ambitionen zu vergessen und sich mit der Erinnerung an vergangene Freuden zu bescheiden. Allein zurückgelassen, schwört sie Rache.
Im Thronsaal fragt Fernando Rodrigos Gattin Esilena, warum sie nicht in den allgemeinen Jubel einstimme. Sie antwortet, dass sie nicht glücklich sein könne, da Rodrigo sie nicht mehr liebe, doch Fernando prophezeit, er werde zu ihr zurückkehren. Rodrigo verkündet seinen Sieg, und Esilena teilt ihm mit, er könne einen verdienstvolleren Triumph erzielen, indem er sein eigenes unwürdiges Verhalten überwinde. Gemeinsam begrüßen sie den siegreichen General Fernando, der mit Evanco in Ketten und dem abgetrennten Kopf Sisis als Trophäe aus dem Krieg heimkehrt. Evanco wird Rodrigo vorgeführt, woraufhin er zum Tode verurteilt wird, doch Esilena bittet mit Erfolg um sein Leben. Rodrigo übergibt den Gefangenen der Obhut Giulianos.
Giuliano erkennt Evancos Edelmut und bietet ihm, soweit sich das mit seiner Pflicht gegenüber Rodrigo vertrage, seine Freundschaft an. Als Evanco abgeführt wird, wenden sich Giulianos Gedanken seiner geliebten Schwester Florinda zu. Doch sie gesteht, dass sie in seiner Abwesenheit durch eine Liebschaft mit Rodrigo Schande über sich selbst und ihre Familie gebracht hat. Wütend über Rodrigos Niedertracht, gelobt Giuliano, Evanco zu befreien, ihn zum rechtmäßigen König Spaniens auszurufen und an seiner Seite für die Vernichtung Rodrigos kämpfen zu wollen. Florinda hofft, dass ihr Vergehen durch den Tod Rodrigos gesühnt werden möge.
In seinem Privatgemach fühlt Rodrigo seine jüngsten Triumphe schwer auf sich lasten, Fernando und Esilena stürzen herein, um ihm von dem Aufstand zu berichten.
Die Streitmacht der Rebellen sammelt sich unter der Führung von Giuliano. Evanco und Florinda flüchten aus der Stadt. Rodrigo schickt Fernando aus, die königstreuen Truppen zusammenzurufen, dann gesteht er Esilena, dass seine ehebrecherische Intrige mit Florinda und sein Wortbruch ihr gegenüber die Gründe für die Rebellion sind. Esilena bietet an, ihre Position als Gemahlin des Königs an Florinda abzutreten, um seinen Ruf zu retten und Blutvergießen zu verhindern. Das verweigert Rodrigo, doch gestattet er ihr, Florinda im Lager der Rebellen aufzusuchen, um einen Frieden auszuhandeln. Allein zurückgeblieben, beschließt Esilena, ihr selbstloses Angebot weiter zu verfolgen und sich den Ehefrauen Spaniens als glorreiches Vorbild zu erweisen.

### Zweiter Akt
Im Lager der Aufständischen sammeln Giuliano und Evanco ihre Streitmacht gegen Rodrigo. Ein Soldat überbringt Esilenas Bitte um eine Unterredung mit Florinda, ein anderer kommt mit einer Botschaft Giulianos von Fernando, der ein geheimes Treffen vorschlägt. Evanco und Florinda fürchten eine Falle, aber Giuliano vertraut auf Fernandos Freundschaft und edle Gesinnung. Evanco gesteht seine Liebe zu Florinda und bittet um ihre Hand; sie erwidert, dass sie seiner erst dann würdig sein werde, wenn ihre Rebellion vollbracht ist. Esilena wird zu ihrer Unterredung mit Florinda herbeigebracht. Sie bietet Florinda ihren Gatten und den Thron an, doch Florinda erklärt, sie wolle Rodrigos Herz nur dann haben, wenn es ihm aus der Brust gerissen sei. Erbost über Florindas unversöhnliche Gier nach Rache, kehrt Esilena in die Stadt zurück. Florinda stählt sich in ihrer Entschlossenheit und verbannt jeden Rest von Zuneigung zu Rodrigo aus ihrem Herzen.
Allein zur Nacht, bemüht sich Rodrigo, seine Niedergeschlagenheit zu bekämpfen. Esilena berichtet, dass die Stadt unter Belagerung steht und ihre Mission ein Misserfolg war. Rodrigo ist nach wie vor von seinem Sieg überzeugt, doch Esilena gelobt, dass sie, wenn der Tod denn unvermeidlich sei, an seiner Seite sterben wolle. Unterdessen hat Fernandos Plan Früchte getragen, und er kommt mit dem gefesselten Giuliano hinein. Giuliano wütet gegen Rodrigo und schwört, dass er ihm in der Hölle wiederbegegnen werde. Wiederum greift Esilena mit einer Bitte um Gnade ein; Giulianos Tod werde der Sache der Rebellen nur zusätzliche Nahrung verleihen. Fernando schlägt vor, Giuliano als Geisel zu halten, und Rodrigo schickt ihn aus, er solle um den Preis von Giulianos Leben von den Aufständischen fordern, die Waffen zu strecken. Esilena und Rodrigo, die den Sieg in greifbare Nähe gerückt glauben, erklären sich gegenseitig ihre Liebe. Rodrigo lässt Esilena zurück, die über ihr neu erlangtes Glück nachsinnt.
Im Lager vor den Stadtmauern ermuntern Florinda und Evanco ihre Anhänger zum Kampf, um Giuliano zu retten. Das Tor wird aufgestoßen, und dahinter kommt Giuliano in Ketten zum Vorschein. Fernando trägt Rodrigos Ultimatum vor; doch Giuliano drängt Florinda und Evanco, ihre Sache nicht um seinetwillen aufzugeben. Während Florinda noch schwankt, erschießt Evanco in seinem Ungestüm Fernando. Giuliano wird befreit, und die Rebellen dringen in die Stadt ein.

### Dritter Akt
Rodrigo hat sich in den Jupitertempel zurückgezogen und verflucht die Götter ob seiner Niederlage. Esilena drängt ihn, solche gottlosen Gedanken von sich zu weisen und den Kampf fortzusetzen. Rodrigo legt Krone und Zepter auf den Altar und ergibt sich seinem Schicksal, wobei er die Götter anfleht, das Königreich und Esilena zu verschonen. Esilena bietet ihr Leben als Opfer an, falls damit Rodrigo gerettet werden kann.
In einem Innenhof des brennenden Palastes feiert Giuliano den Sieg seines Heeres und weist seine Soldaten an, Rodrigo aufzuspüren und zu töten. Rodrigo wird von Evanco gefangen genommen; er und Giuliano bereiten sich darauf vor, Rodrigo ins Jenseits zu schicken, doch Florinda beansprucht dieses Privileg für sich. Als sie jedoch gerade ihr Schwert in Rodrigos Brust stoßen will, tritt Esilena mit Florindas Kind vor, gibt Rodrigo den Jungen zu halten und fordert Florinda heraus, den Streich zu führen, der Vater und Sohn gemeinsam töten wird. Florindas Mutterinstinkte siegen; sie lässt das Schwert sinken und verzeiht Rodrigo. Esilena wendet sich mit ihrem Flehen an Giuliano und Evanco; sie bittet sie, Rodrigo zu verschonen, wie er auch sie am Leben gelassen hat, gerührt durch die Fürbitten seiner Frau. Giuliano ist einverstanden, und Florinda trägt ihr Flehen an Evanco weiter: Indem er Erbarmen zeige, wird er sich ihrer Liebe umso würdiger erweisen. Evanco begnadigt seinen Feind, und Rodrigo erbittet das Recht, sich ein letztes Mal an die Führer des Landes zu wenden. Allein mit Esilena zurückgeblieben, erfleht und erhält Rodrigo ihre endgültige Vergebung.
Im Thronsaal freuen sich Evanco und Florinda ihrer Liebe. Rodrigo erklärt in aller Form seinen Verzicht auf den Thron und sein Vorhaben, sich mit Esilena ins Privatleben zurückzuziehen; das Königreich Aragon werde Evanco zurückerstattet, mit Florinda als seiner Königin, und sein Sohn mit Florinda werde zum Thronerben Kastiliens erhoben, mit Giuliano als Regenten bis zu seiner Volljährigkeit. Esilena erklärt, dass der größte Sieg in der Selbstüberwindung liege, und führt den Schlusschor an, der den Triumph der Güte über die Rache preist.

## Musik
Erst in der jüngeren Vergangenheit nahm die Oper, bislang im Autograph nur als Torso überliefert, durch zwei wichtige Funde wieder Gestalt an. Zunächst fand der Händel-Forscher Reinhard Strohm 1974 das gedruckte Libretto wieder, was uns auch den originalen Titel der Oper brachte. 1983 schließlich wurde der komplette dritte Akt, eine lange verlorene Abschrift, in der Händel-Kollektion des Earl of Shaftesbury wiedergefunden. Nun fehlt nur noch eine kurze Passage am Beginn des ersten Aktes.
Für die Musik zur Oper übernahm Händel auch Themen aus seiner ersten Hamburger Oper, der Almira, Königin von Castilien (vier Arien und die Einleitung der Ouvertüre), sowie aus anderen nahezu gleichzeitig entstandenen Stücken (italienischen Kantaten). Sie besteht aus 37 musikalischen Nummern und ist in Qualität, Stil und dramatischem Ablauf uneinheitlich und in noch keiner guten Balance. Was Händel in den späteren Opern so gut gelingt – die Charakterzeichnung der Hauptpersonen im Laufe der Oper –, ist hier noch nicht ausgeprägt.
Die Ouvertüre und die ihr folgenden Tanzsätze gingen später in Händels Bühnenmusik zur Komödie The Alchemist von Ben Jonson ein und wurden als solche auch gedruckt (John Walsh, 1710). Viele weitere Ideen aus dem Rodrigo übernahm Händel später in neue und glücklichere Zusammenhänge in späteren Opern, aber auch in den Oratorien Messias und Susanna.
Da zu einigen Arien des gedruckten Librettos Musik überliefert ist, die aber im Autograph fehlt, hat es möglicherweise eine frühere Fassung der Oper gegeben.

## Struktur der Oper
Ouverture (2 Ob, Str, BC), Gigue (2 Ob, Str, BC), Sarabande (2 Ob, Str, BC), Matelot (2 Ob, Str, BC), Menuet 1 (2 Ob, Str, BC), Bourrée 1+2 (2 Ob, Str, BC), Menuet 2 (2 Ob, Str, BC), Passacaille (Vl solo, 2 Ob, Str, BC)

### Erster Akt
| Scena I    | Recitativo. Florinda, Rodrigo Ah mostro, ah furia (Musik verloren)                   |
|            | 1. Aria. Rodrigo Occhi neri, voi siete a pianger soli (Musik verloren)               |
| Scena II   | Recitativo. Florinda … petto col dulmine del cielo (fragm.)                          |
|            | 2. Aria. Florinda (2 Ob, Str, BC) Pungeran con noi le stelle                         |
| Scena III  | 3. Aria. Esilena (2 BlFl, 2 Vl, BC) Nasce il sol, e l’aura vola                      |
|            | Recitativo. Fernando, Esilena Reina, in si bel dì                                    |
|            | 4. Aria. Fernando (BC) Agitata da fiato incostante                                   |
| Scena IV   | Recitativo. Rodrigo, Esilena Esilena! Mio Re!                                        |
| Scena V    | 5. Aria. Giuliano (2 Ob, Str, BC) Dell’Iberia al soglio invito                       |
|            | Recitativo. Giuliano, Rodrigo, Evanco, Esilena Signor, questo reciso orribil teschio |
|            | 6. Aria. Rodrigo (Vl, BC) Ti lascio a la pena d’un core trafitto                     |
|            | Recitativo. Esilena Egregio Duce, il braccio                                         |
|            | 7. Aria. Esilena (Vl, BC) In mano al mio sposo più vago sfavilla                     |
| Scena VI   | Recitativo. Giuliano, Evanco Evanco, armato in campo                                 |
|            | 8. Aria. Evanco (Vl, BC) Heroica fortezza non teme sciagure                          |
| Scena VII  | Recitativo. Giuliano, Florinda Fra romori di Marte                                   |
|            | 9. Aria. Giuliano (2 Ob, Str, BC) Stragi, morti, sangue ed armi!                     |
| Scena VIII | Recitativo. Florinda Coronate mi, o sdegni!                                          |
|            | 10. Aria. Florinda (2 Ob, Vl, BC) Oh morte, vendetta, tradite sembianze              |
| Scena IX   | Recitativo. Rodrigo Mentre di mie vittorie                                           |
|            | 11. Aria. Rodrigo (BC) Sommi Die! Se pur v’offesi                                    |
| Scena X    | Recitativo. Fernando, Esilena, Rodrigo Rodrigo, all' armi!                           |
| Scena XI   | Recitativo. Rodrigo, Esilena Esilena, cotesto pur                                    |
|            | 12. Aria. Rodrigo (2 Ob, Vl, BC) Vanne in campo, e vedrai del ciglio al lampo        |
| Scena XII  | Recitativo. Esilena Cor mio, non gir con fasto                                       |
|            | 13. Aria. Esilena (2 Ob, Str, BC) Per dar pregio all'amor mio                        |

### Zweiter Akt
| Scena I    | Recitativo. Giuliano, Evanco, Florinda Campioni, una gran fede                           |
|            | 14. Aria. Giuliano (2 Ob, Vl solo, Vl, Vc solo, BC) Fra le spine offre gl’allori         |
| Scena II   | Recitativo. Evanco, Florinda Florinda, Amore e giusto                                    |
|            | 15. Aria. Evanco (BC) Prestami un solo dardo                                             |
| Scena III  | Recitativo. Florinda, Esilena Mi balza il core in petto                                  |
|            | 16. Aria. Esilena (BC) Egliè tuo! Né mi riserbo altro più                                |
|            | Recitativo. Florinda, Esilena Chi esibisce, Esilena                                      |
|            | 17. Aria. Esilena (Str, BC) Parto, crudel, sì parto, perdar all’idol mio l’ultimi        |
| Scena IV   | Recitativo. Florinda Baldanzosa pietà, quanto contrasto                                  |
|            | 18. Aria. Florinda (2 Bfl, 2 Vl, Vla) Fredde ceneri d’amor                               |
| Scena V    | 19. Aria. Rodrigo (Vl, BC) Siet’ assai superbe, oh, stelle                               |
|            | Recitativo. Rodrigo Ma Rodrigo, si presto                                                |
| Scena VI   | Recitativo. Esilena, Rodrigo Signor, tutte rinchiuse son le nostre speranze              |
|            | 20. Aria. Esilena (Str, BC) Empio fato e fiera sorte                                     |
| Scena VII  | Recitativo. Fernando, Rodrigo, Giuliano Signor, non sempre cieca a l'ardir d'ogna destra |
|            | 21. Aria. Giuliano (BC) Là ti sfido a fiera battaglia                                    |
| Scena VIII | Recitativo. Esilena, Fernando, Rodrigo Rodrigo, anco dell’Idra                           |
|            | 22. Aria. Fernando (Vl, BC) Dopo i nembi e le procelle                                   |
| Scena IX   | Recitativo. Esilena, Rodrigo Amato sposo, e chi sa mai                                   |
|            | 23. Aria. Rodrigo (2 Ob, Str, BC) Dolce Amor, che mi consola e lunsiga il cor            |
| Scena X    | Recitativo. Esilena Che più chiedi Esilena?                                              |
|            | 24. Aria. Esilena (2 Ob, Str, BC) Si che lieta goderò e la pace troverò                  |
| Scena XI   | Recitativo. Florinda, Evanco Qual’ Demone mi scorta?                                     |
|            | 25. Aria. Fernando (Vl, BC) Su! all’armi grida Nemesi                                    |
| Scena XII  | Recitativo. Fernando, Giuliano, Florinda, Evanco Ferma, Florinda                         |
|            | 26. Aria. Florinda (2 Ob, Str, BC) Alle glorie, alle palme, agli allori                  |

### Dritter Akt
| Scena I    | Recitativo. Rodrigo Barbari Dei, son vinto (Musik verloren)                          |
|            | 27. Aria. Rodrigo (Vl, BC) Qua rivolga gli orribili acciari                          |
| Scena II   | Recitativo. Esilena, Rodrigo … fissi stan la fortuna e il fato (fragm.)              |
|            | Duetto. Esilena, Rodrigo Non io, se più a rivedromo (Musik verloren)                 |
| Scena III  | Recitativo. Esilena Ah sommi Dei                                                     |
|            | 28. Aria. Esilena (Str, BC) Perchè viva il caro sposo la mia vita io dona a voi      |
| Scena IV   | Recitativo. Giuliano Abbiam vinto, o campioni!                                       |
|            | 29. Aria. Giuliano (Str, BC) Spirti fieri dell’alme guerrieri                        |
| Scena V    | Recitativo. Rodrigo, Evanco, Giuliano Non cederò. A me tu devi il sangue             |
| Scena VI   | Recitativo. Florinda German’, t’arresta!                                             |
| Scena VII  | Recitativo. Esilena, Rodrigo, Florinda Questi il difende                             |
|            | 30. Recitativo accompagnato. Esilena, Florinda, Evanco, Giuliano E tu, misero figlio |
|            | 31. Aria. Evanco (BC) Così m’alletti, così sei cara a me!                            |
|            | Recitativo. Rodrigo, Giuliano Deciso ha di mia vita in voi pietade                   |
|            | 32. Aria. Giuliano (BC) Allorchè sorge astro lucente                                 |
|            | Recitativo. Evanco Gran Donna, a cui oggi                                            |
|            | 33. Aria. Evanco (2 Ob, 2 Vl, BC) Il dolce foco mio                                  |
| Scena VIII | Recitativo. Rodrigo, Esilena Dolcissima Esilena                                      |
|            | 34. Duetto. Esilena, Rodrigo (2 Ob, 2 Vl, BC) Prendi l’alma, prendi il core          |
| Scena IX   | Recitativo. Florinda, Evanco Signore, poich’e lo sdegno                              |
|            | 35. Aria. Florinda (BC) Begl’occhi del mio ben                                       |
|            | Recitativo. Evanco Mi son pur cari, oh bella, questi sensi d’amor                    |
|            | 36a. Aria. Evanco (2 Ob, Str, BC) Lucide stelle, gemelle d’amor                      |
| Scena X    | Recitativo. Rodrigo Castiglia, anco su i so gli porta (Musik verloren)               |
|            | 37. Coro. (2 Ob, Str, BC) L’amorosa Dea di Gnido sparga il sen di rosa eletta        |

## Orchester
Zwei Blockflöten, zwei Oboen, Streicher, Basso continuo (Violoncello, Laute, Cembalo).

## Diskografie
- F 670 023-25 (1987): Derek Lee Ragin (Rodrigo), Norma Sharp (Esilena), Pamela Hamblin (Florinda), Keith Olsen (Giuliano), Frances Ginzer (Evanco), Ursula Kunz (Fernando)

Deutsche Händel-Solisten; Dir. Charles Farncombe (140 min)
- Virgin Classics 7243 5 45897 2 0 (1997): Gloria Banditelli (Rodrigo), Sandrine Piau (Esilena), Elena Cecchi Fedi (Florinda), Rufus Müller (Giuliano), Roberta Invernizzi (Evanco), Caterina Calvi (Fernando)

Il complesso barocco; Dir. Alan Curtis (154 min)
- Mondo Musica MMH 80088 (2001): Richard Crowe (Rodrigo), Janet Williams (Esilena), Romelia Lichtenstein (Florinda), Kobie van Rensburg (Giuliano), Lynda Lee (Evanco), Alejandro Garri (Fernando)

Händelfestspielorchester Halle des Opernhauses Halle; Dir. Andreas Spering
- Ambroisie AM 132 (2008): Maria Riccarda Wesseling (Rodrigo), María Bayo (Esilena), Sharon Rostorf-Zamir (Florinda), Kobie van Rensburg (Giuliano), Anne-Catherine Gillet (Evanco), Max Emanuel Cenčić (Fernando)

Al Ayre Español; Dir. Eduardo López Banzo (157 min)
- Accent ACC 26412 (2019): Erica Eloff (Rodrigo), Fflur Wyn (Esilena), Anna Dennis (Florinda), Jorge Navarro Colorado (Giuliano), Russell Harcourt (Evanco), Leandro Marziotte (Fernando)

Festspielorchester Göttingen; Dir. Laurence Cummings (168 min)